# Municipio de Querétaro
El municipio de Querétaro es uno de los 18 municipios que integran el estado de Querétaro, en México. La cabecera municipal es la ciudad de Santiago de Querétaro, que es también la capital del estado. Es el municipio más poblado de la Zona Metropolitana de Querétaro.

## Geografía
Se localiza al suroeste del estado, ubicando sus coordenadas extremas entre los 20° 30' a 20° 56' de latitud norte y de los 100° 17' a 100° 36' de longitud oeste y tiene una extensión territorial de 690 kilómetros cuadrados. Colinda al este con el municipio de El Marqués, al sur con el municipio de Huimilpan y con el municipio de Corregidora, al oeste con los municipios guanajuatenses de Apaseo el Grande y San Miguel de Allende, y al norte con el de San José Iturbide.

### Orografía
El municipio de Querétaro está conformado por lomas, sierras y llanuras. La zona de lomeríos presenta colinas redondeadas con llanuras que se extienden de sur norte, paralelamente a la Autopista Federal 57.
La Máxima Elevación es el Cerro Grande con 2 760 msn.

### Hidrografía
El municipio de Querétaro pertenece a la vertiente del Océano Pacífico, hacia donde corre al unirse a la cuenca del río Lerma y este al río Grande de Santiago.
La corriente principal del municipio es el río Querétaro, la cual proviene de La Cañada, municipio de El Marqués.

### Clima
El clima del municipio es templado semiseco, caracterizado por un verano cálido. La temperatura media anual es de 18 °C. Los meses más calurosos son mayo y junio, alcanzando temperaturas máximas de 36 °C, en tanto que los más fríos son los meses de diciembre y enero, en los que se registran temperaturas mínimas de −3 °C.
La precipitación pluvial anual promedio es de 555 mm. Los vientos predominantes son del Noroeste, Sur y Suroeste.

## Demografía

### Localidades
En el municipio de Querétaro se encuentran un total de 350 localidades, las principales son:

Principales localidades

| Localidad                          | Población |
| Total municipio                    | 1 049 777 |
| Santiago de Querétaro              | 794 789   |
| Juriquilla                         | 39 244    |
| San Pedro Mártir                   | 31 677    |
| San José el Alto                   | 29 758    |
| Santa Rosa Jáuregui                | 22 168    |
| Montenegro                         | 15 450    |
| Fraccionamiento El Refugio         | 13 369    |
| Santa María Magdalena              | 11 304    |
| El Salitre                         | 6 230     |
| Colinas Santa Cruz Segunda Sección | 5 764     |
| Pie de Gallo                       | 5 069     |

## Economía

### Agricultura
El sector agropecuario en el municipio de Querétaro ha venido disminuyendo por el fraccionamiento de terrenos de labor para vivienda, urbanización e industria durante las últimas cuatro décadas. La expansión de la industria y los servicios causó una notable reducción de la agricultura y la ganadería, que disminuyó su contribución al PIB municipal. Cuenta con 39 ejidos y 3 890 hectáreas para la producción agrícola de riego y 24 437 de temporal. Se produce principalmente maíz, frijol, sorgo, cebada, avena, alfalfa, espárragos, chile y ajo.

### Ganadería
En el Censo Ganadero del 2007 la ganadería reportaba 9,619 cabezas de bovinos, 3,317 de porcinos, 13,695 de ovinos y 3,733 de equinos.

### Industria
La actividad industrial está muy desarrollada y tecnificada: el 64.3 % del total de la planta fabril del estado se encuentra en el municipio de Querétaro. El 86 % de las empresas exportan.
Principales zonas industriales:
- Parque Industrial Benito Juárez, 450 hectáreas, 105 empresas
- Parque Industrial Querétaro, 347 hectáreas, 40 empresas
- Parque Industrial Jurica, de 70 hectáreas, 60 empresas
- Parque La Montaña, 29 hectáreas, 17 empresas.

Principales actividades (1999):
- Metalmecánica y de autopartes, 669 empresas (32 % del total)
- Alimentos y bebidas procesadas, 598 empresas
- Papelera, imprenta y editorial, 240 empresas
- Química y vidriera

## Turismo

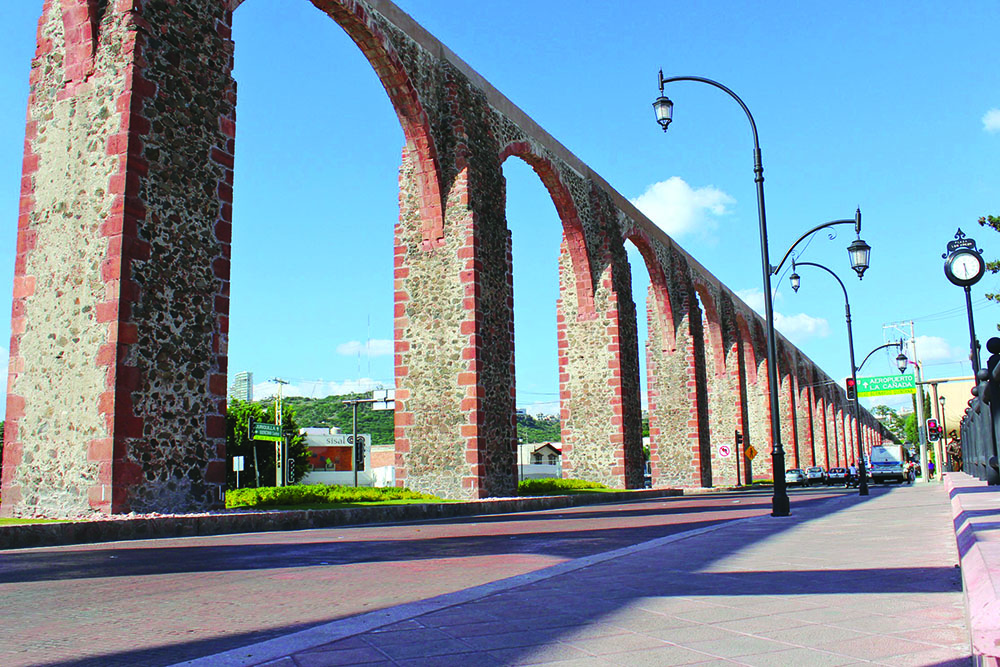
325.99x325.99px

El municipio de Querétaro, al ser la capital del estado, cuenta con muchos sitios de interés no solo turísticos sino históricos y culturales que deja sin palabras a visitantes nacionales y extranjeros. 
A lo largo del estado de Querétaro se encuentran 4 Patrimonios Culturales de la Humanidad nombrados por la Unesco. Uno de estos patrimonios es el Centro Histórico de la Ciudad de Querétaro declarado como tal en  diciembre de 1996 y el cual atrae miles de visitantes debido a la historia que encierra en sus calles y edificios.  El Centro Histórico de Querétaro combina su herencia indígena con el legado colonial español. Su centro histórico conserva calles serpenteantes, propias de las comunidades originarias, junto a barrios con trazos geométricos impuestos por los conquistadores de acuerdo con la declaratoria de la UNESCO. En esta ciudad convivieron en paz otomíes, tarascos, chichimecas y españoles, creando un espacio único en la Nueva España. 
Es principalmente en este cuadro de la ciudad en donde se encuentra la mayoría de los atractivos turísticos. Desde plazas, jardines, iglesias, casonas, andadores, hasta museos y teatros. El centro histórico cuenta con una gran cantidad de restaurantes, bares y restaurantes muy cerca de sus plazas y jardines. 
Los museos y galerías de la ciudad exponen obras de diferentes épocas y corrientes artísticas desde piezas sobre la fundación de Querétaro hasta obras de arte contemporáneo. Los museos que se pueden encontrar en la ciudad de Querétaro son:
- Museo Regional
- Museo de Arte de Querétaro
- Museo de la Restauración de la República
- Museo de la Magia del Pasado (del sitio de Querétaro)
- Museo de la Ciudad
- Museo Casa de la Zacatecana
- Museo del Calendario
- Museo de las Ánimas
- Museo de Arte Sacro
- Museo de Arte Contemporáneo Querétaro (MACQ)
- Museo de los Conspiradores

- Museo del Péndulo dentro del Centro Cultural Manuel Gómez Morín

- Galería Libertad

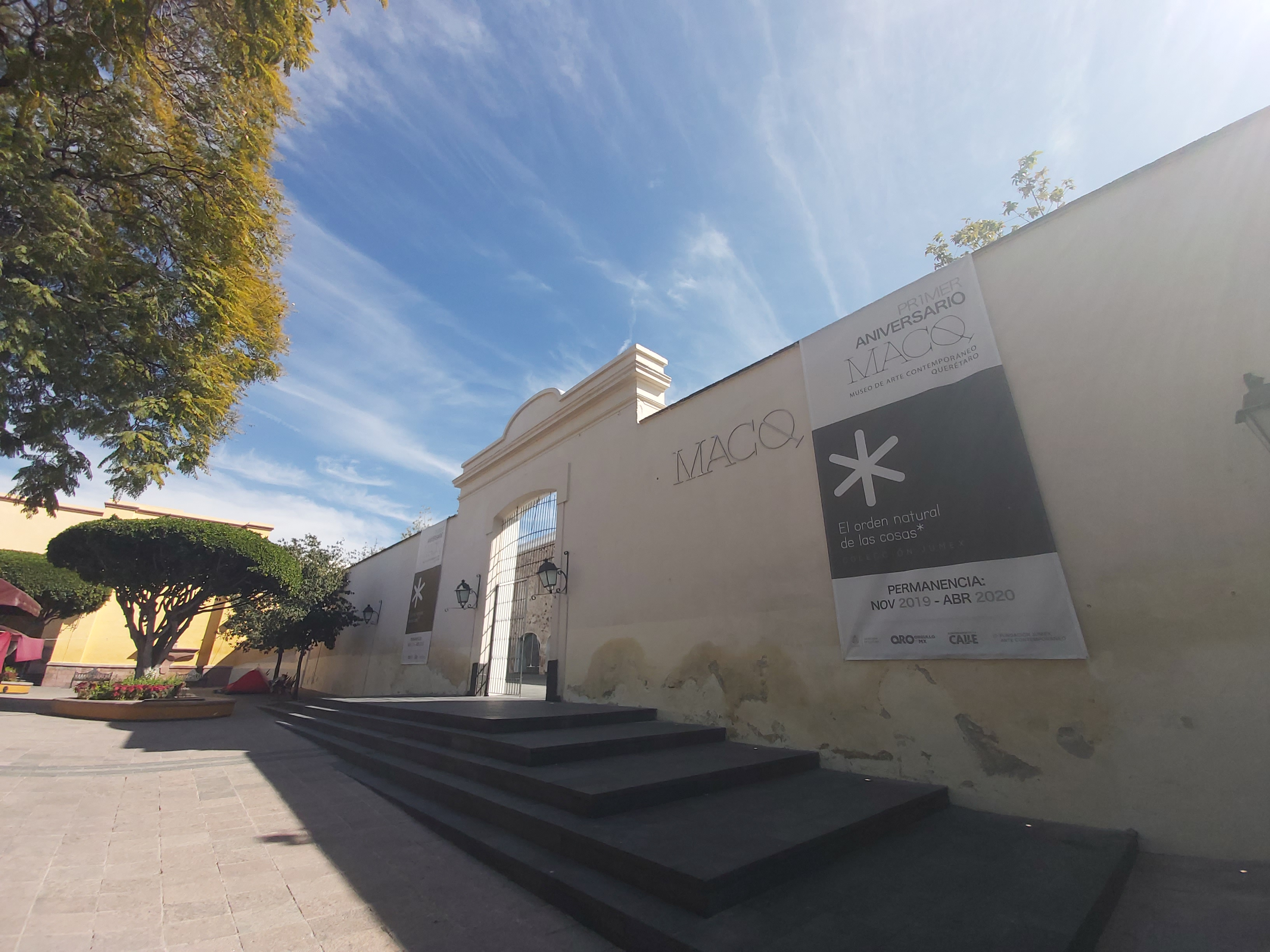
Fachas del Museo de Arte Contemporáneo Querétaro (MACQ)
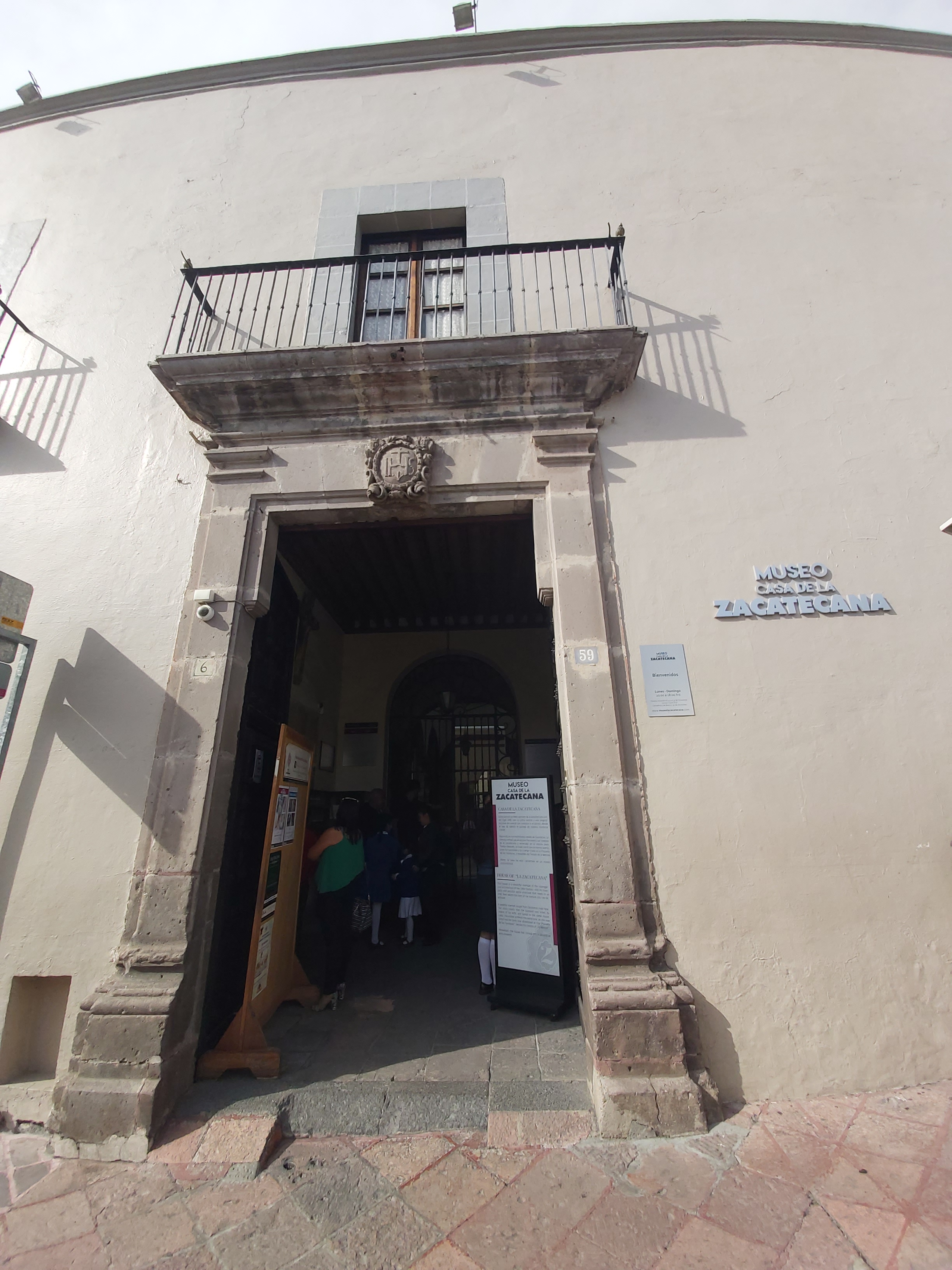
Fachada del Museo Casa de la Zacatecana
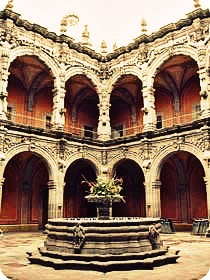
Museo de Arte de Querétaro

Estos sitios representan momentos importantes en la historia de la ciudad, del estado e incluso del país:  
- Acueducto
- Casa de la Corregidora

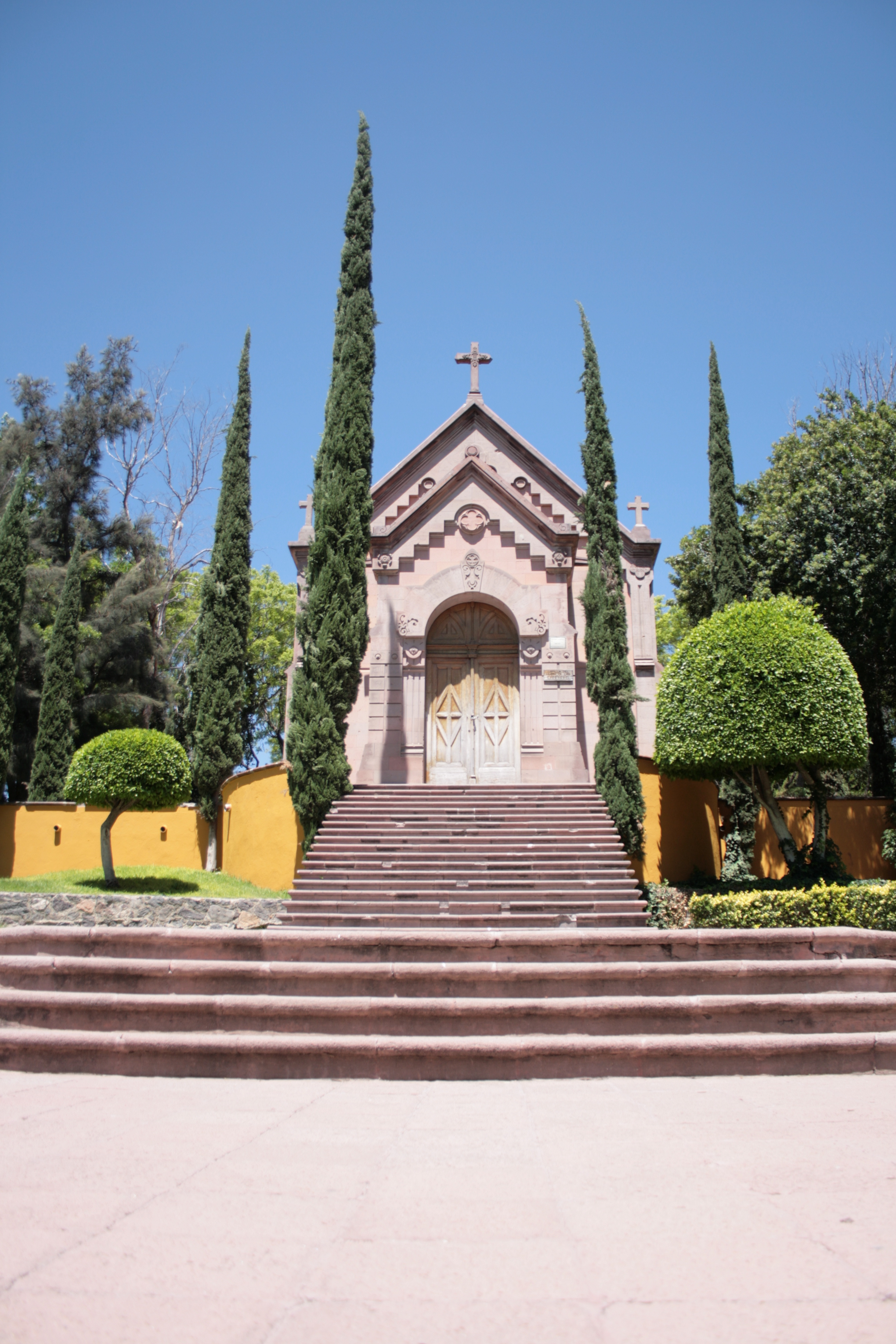
Cerro de las Campanas

- Panteón de los Queretanos Ilustres
- Alameda Miguel Hidalgo
- Cerro de las Campanas
- Cerro de Sangremal- Convento de la Cruz
- Teatro de la República
- Antigua Estación del Ferrocarril

Templos desde el barroco hasta el neoclásico, cada fachada y muchos detalles hablan del pasado colonial y la vida religiosa en Querétaro:
- Templo de Santa Rosa de Viterbo
- Templo de la Cruz
- Catedral o Templo de San Felipe Neri
- Templo de San Francisco
- Templo de San Agustín
- Templo de Nuestra Señora del Carmen
- Templo de Santa Clara
- Templo de La congregación
- Templo de Teresitas
- Templo de Santo Domingo
- Templo y convento de CapuchinasTemplo de Santa Rosa de Viterbo

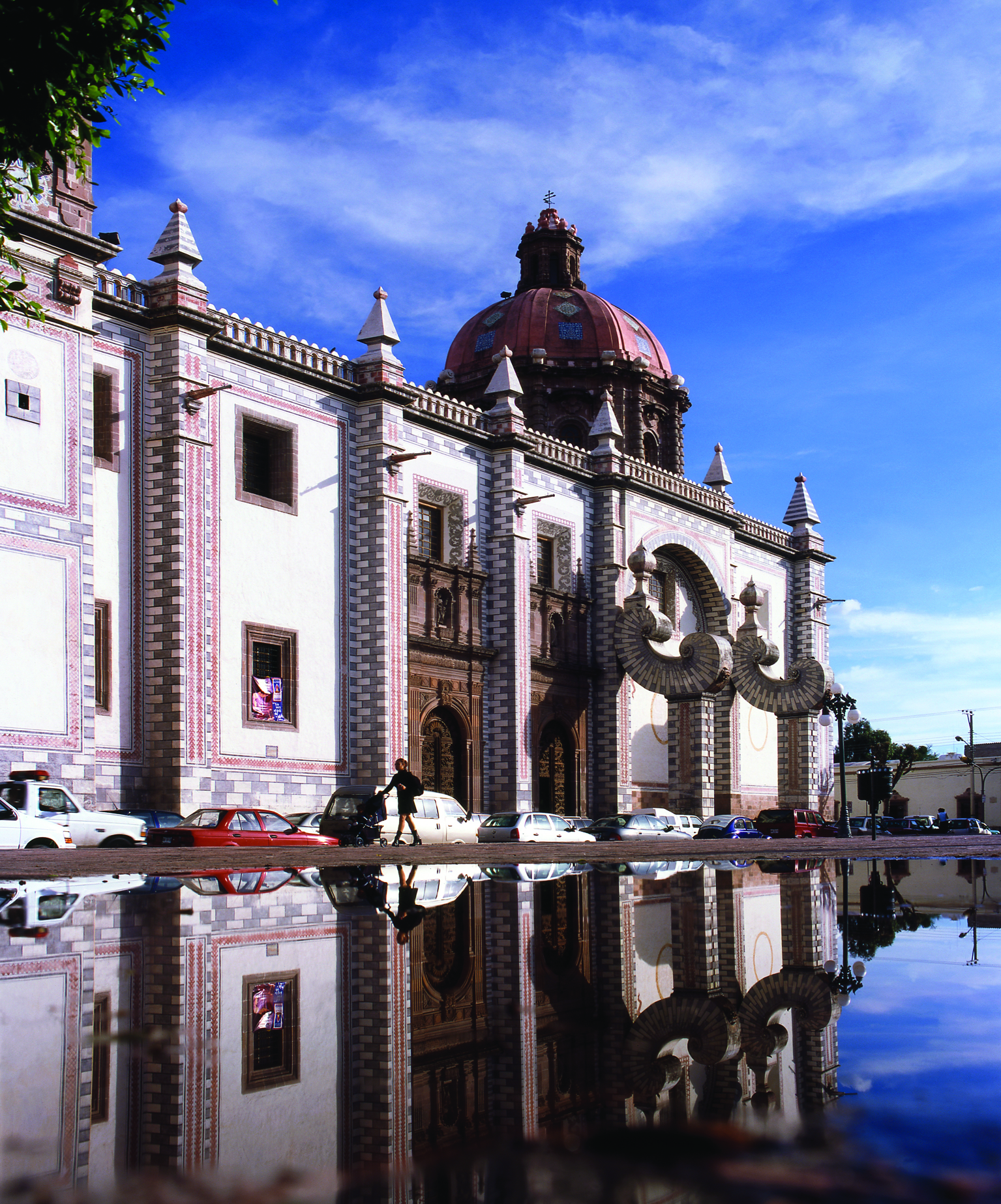
Templo de Santa Rosa de Viterbo

Querétaro conserva ese viejo aire de provincia en los jardines y plazas de su Centro Histórico:
- Plaza Fundadores
- Plaza de Armas
- Plaza Constitución
- Jardín Corregidora
- Jardín Zenea
- Jardín Guerrero
- Jardín Francisco I. Madero
- Plaza Ignacio Mariano de las Casas

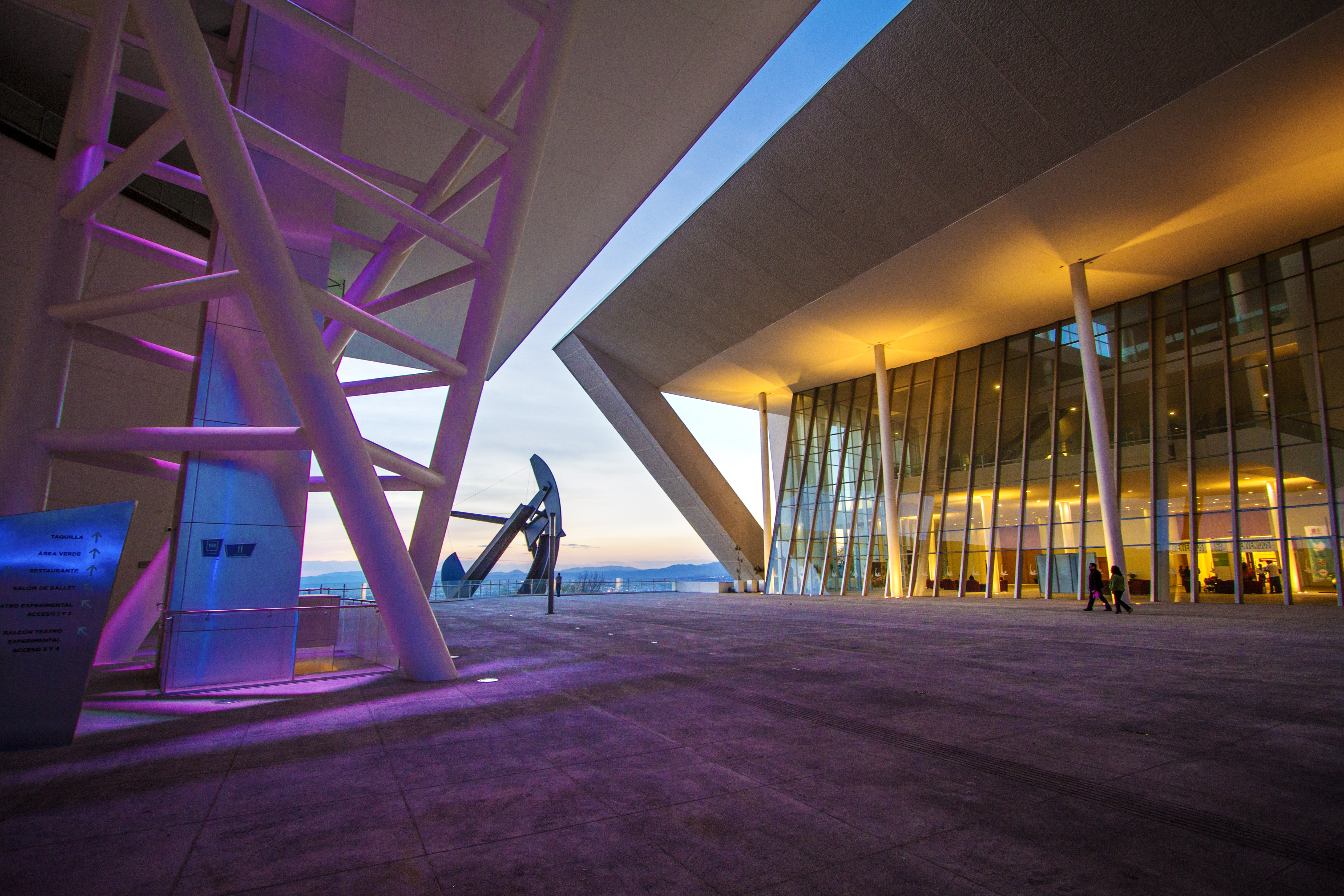
Querétaro Centro de Congresos

También cuenta con los recintos culturales:
- Querétaro Centro de Congresos
- Teatro Metropolitano
- Cineteca Rosalío Solano

Algunos teatros de la ciudad son:
- Teatrito La Carcajada
- Teatro La Casona del Árbol
- Teatro Metropolitano
- Corral de Comedias
- Mesón de los Cómicos de la Legua

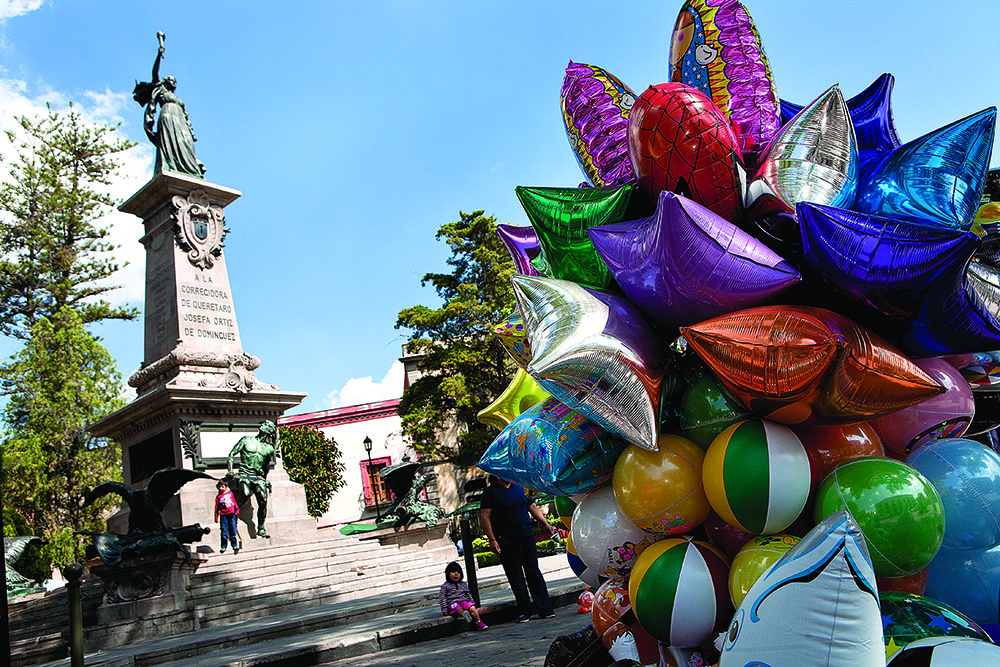
Jardín Corregidora

- Foro del Museo de la Ciudad de Querétaro
- Teatro Sol y Luna
- Teatro La Fábrica
- Teatro del Instituto Mexicano del Seguro Social

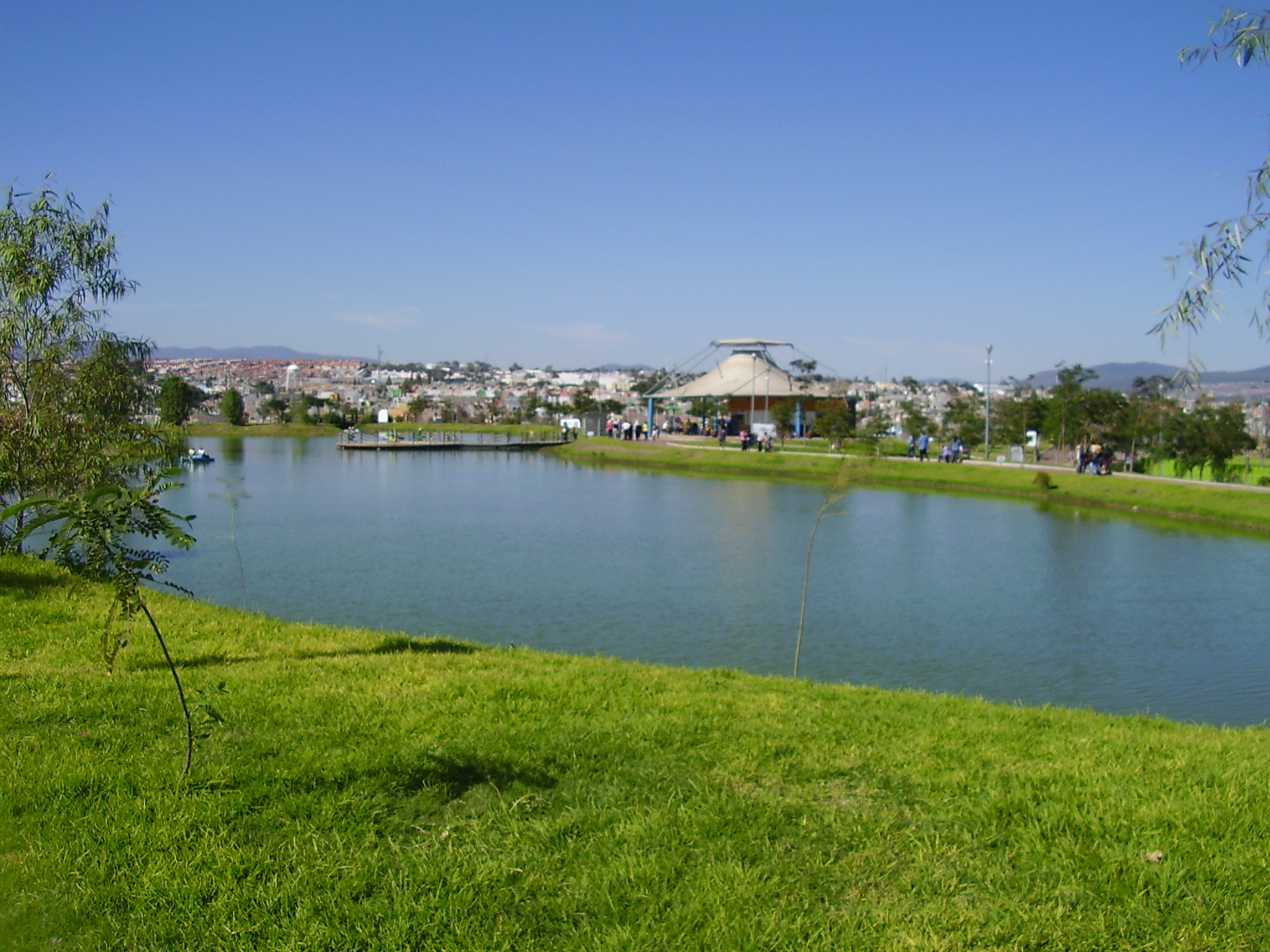
Parque Alfalfares

También cuenta con parques recreativos:
- Parque Bicentenario
- Querétaro 2000
- Parque Alfalfares
- Parque Alcanfores
- Parque nacional El Cimatario
- Parque Joya La Barreta

Fiestas locales
- 5 de febrero: aniversario de la Constitución mexicana, firmada en el Teatro de la República en 1917.
- Marzo: Festival de Santiago de Querétaro, música y teatro (antes celebrado en julio).
- 25 de julio: aniversario de la fundación de la ciudad.
- 30 de agosto: Fiestas de la comunidad de Santa Rosa Jáuregui.
- Agosto-septiembre: Exposición Aranarte : Desde hace 11 años, se realiza el concurso de diseño de ranas gigantes, la cual convoca a artistas y toda persona que quiera expresarse en ellas, se exponen para deleite del público, entre agosto y septiembre de cada año, en el centro histórico de la ciudad de Querétaro llenándolo de diversión, este evento ha sido admirado y reconocido además de los pobladores del lugar por turistas que han visitado este estado.
- 13 y 14 de septiembre: Fiestas de los barrios de La Cruz y San Francisquito, bailes de concheros.
- Diciembre: Feria Internacional Ganadera de Querétaro: conciertos, juegos, compras, ganadería, artesanías. A medianoche, en frente del palacio de gobierno, se cuentan las leyendas e historias que han pasado en Querétaro. También se sirven comidas tradicionales de ahí mismo. Primeras 2 semanas de diciembre en el Ecocentro Expositor.
- 16 al 23 de diciembre, Posadas con carros alegóricos, tradición desde 1836.
- 24 y 25, Cabalgata y desfile de carros alegóricos bíblicos.

## Gastronomía
Enchiladas Queretanas: tacos hechos con tortillas de maíz bañadas en salsa roja y rellenos de queso ranchero y cebolla, acompañadas de pollo frito, papas y zanahorias fritas.
Gorditas de migajas: hechas con masa de maíz quebrada revuelta con "migajas" (restos de la elaboración de las carnitas) pasadas por aceite o manteca y rellenas con algún guiso.
Guajolotes: bolillos o teleras fritos en aceite o manteca de cerdo, bañados con salsa roja y relleno con diferentes alimentos tal como una torta. En otras regiones de México el platillo equivalente recibe el nombre de pambazo.
Gorditas Queretanas: hechas con harina de trigo y rellenas de queso o migajas, acompañadas de salsa molcajeteada.
También se elaboran dulces como las jericallas, frutas cristalizadas, jamoncillos, camote achicalado, gorditas de piloncillo con queso, buñuelos bañados en miel de piloncillo, tamales y pastel de nata. Así mismo se prepara atole y nieves. 

## Deportes

### Fútbol
El Municipio cuenta con dos equipos profesionales de fútbol, Querétaro Fútbol Club, más conocido como los "Gallos Blancos", que milita en la Primera División de México, y "Santa Rosa", en Tercera División. También hay muchos clubes infantiles, 2 de los más importantes son "Tintero F.C" y "Gallitos Blancos" Estos dos se encuentran en la Unidad deportiva de El tintero en la calle Plutarco Elías Calles.

### Golf
El golf es un deporte practicado por los queretanos. En la ciudad se encuentran 5 principales clubes:
- Club de Golf El Campanario
- Club Campestre de Querétaro
- Club de Golf Juriquilla
- Club de Golf Balvanera
- Club de Golf Zibatá

### Basquetbol
De 1991 hasta 2006, existieron los Cometas de Querétaro, con sede en el Auditorio Arteaga.
A partir de 2007 los Titanes de Querétaro tienen la misma sede y desde 2009 los Libertadores de Querétaro.
En el 2014 los Ángeles de Querétaro representaban al municipio de Querétaro con su equipo de basquetbol Femenil.

### Seguridad
Muy deteriorada desde los últimos años. Se detectan desde intentos de secuestro hasta robos con violencia a sucursales bancarias y posible presencia de Crimen organizado según diversas fuentes. (https://codiceinformativo.com/2019/09/rectora-pide-reconocer-presencia-del-crimen-organizado-en-queretaro/)

## Política

### Gobierno
El gobierno del municipio le corresponde al Ayuntamiento, este está conformado por el presidente municipal, síndicos y regidores, electos mediante voto universal, directo y secreto para un periodo de tres años, con opción de dos reelecciones. Las elecciones se llevan a cabo el primer domingo de junio del año correspondiente y el ayuntamiento electo entra a ejercer su cargo el día 1 de octubre siguiente.

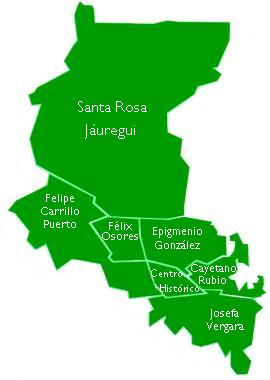
División del municipio de Querétaro.

### Subdivisión administrativa
Para su gobierno interior el municipio de Querétaro se divide en siete delegaciones, las cuales son:
- Centro Histórico
- Cayetano Rubio
- Epigmenio González
- Felipe Carrillo Puerto
- Félix Osores Sotomayor
- Josefa Vergara y Hernández
- Santa Rosa Jáuregui

### Representación legislativa
Para la elección de Diputados locales al Congreso de Querétaro y de Diputados federales al Congreso de la Unión, el municipio de Querétaro se encuentra integrado en los siguientes distritos electorales:
Local:
- I Distrito Local Electoral de Querétaro con cabecera en la ciudad de Santiago de Querétaro.
- II Distrito Local Electoral de Querétaro con cabecera en la ciudad de Santiago de Querétaro.
- III Distrito Local Electoral de Querétaro con cabecera en la ciudad de Santiago de Querétaro.
- IV Distrito Local Electoral de Querétaro con cabecera en la ciudad de Santiago de Querétaro.
- V Distrito Local Electoral de Querétaro con cabecera en la ciudad de Santiago de Querétaro.
- VI Distrito Local Electoral de Querétaro con cabecera en la ciudad de Santiago de Querétaro.

Federal:
- Distrito electoral federal 3 de Querétaro con cabecera en la ciudad de Santiago de Querétaro.
- Distrito electoral federal 4 de Querétaro con cabecera en la ciudad de Santiago de Querétaro.

### Presidentes municipales
| Presidente municipal                | Periodo                           | Partido |
| ----------------------------------- | --------------------------------- | ------- |
| Juventino Castro Sánchez            | 1961 - 1964                       |         |
| Antonio Calzada Urquiza             | 1970 - 1973                       |         |
| Manuel Trejo Vega (interino)        | 1973                              |         |
| Jorge Torres Vázquez                | 1973 - 1976                       |         |
| Mariano Palacios Alcocer            | 1976 - 1979                       |         |
| Braulio Guerra Malo                 | 1988 - 1991                       |         |
| Alfonso Ballesteros Negrete         | 1991 - 1994                       |         |
| Jesús Rodríguez Hernández           | 1994 - 1997                       |         |
| Norandino Rubio Espinoza (interino) | 1997                              |         |
| Francisco Garrido Patrón            | 1997 - 2000                       |         |
| Rolando García Ortiz                | 2000 - 2003                       |         |
| Armando Rivera Castillejos          | 2003 - 2006                       |         |
| Manuel González Valle               | 2006 - 2009                       |         |
| Francisco Domínguez Servién         | 2009 - 2011                       |         |
| María del Carmen Zúñiga Hernández   | 2011 - 2012                       |         |
| Roberto Loyola Vera                 | 2012 - 2015                       |         |
| Marcos Aguilar Vega                 | 2015 - 2018                       |         |
| Luis Bernardo Nava Guerrero         | 2018 - 2021 2021 - 2024           |         |
| Felipe Fernando Macías Olvera       | a partir del 1 de octubre de 2024 |         |